# Rzy (Dobříkov)
Rzy (německy Ries) jsou malá vesnice, část obce Dobříkov v okrese Ústí nad Orlicí. Nachází se asi jeden kilometr západně od Dobříkova. Prochází zde silnice II/315. Rzy je také název katastrálního území o rozloze 3,02 km².

## Historie
První písemná zmínka o vesnici pochází z roku 1546.